# New Bomb Turks
New Bomb Turks is een Amerikaanse punkband opgericht in 1990 in Ohio State University in Columbus, Ohio. De band heeft tot op heden tien studioalbums, drie verzamelalbums, en meer dan twintig singles uitgegeven. De band is nog steeds actief maar heeft sinds 2003 geen nieuw materiaal uitgegeven.

## Geschiedenis
New Bomb Turks bestond toentertijd uit Jim Weber, Eric Davidson, Bill Randt, en Matt Reber. Drummer Bill Randt verliet de band in 1999 en werd vervangen door Sam Brown. Het debuutalbum !!Destroy-Oh-Boy!! werd uitgegeven in 1993 via het platenlabel Crypt Records. Op dit label volgden het tweede studioalbum Information Highway Revisited en het verzamelalbum Pissing Out The Poison. Hierna tekende de band een contract bij het grotere label Epitaph Records en liet bij dit label drie studioalbums uitgeven, namelijk Scared Straight, At Rope's End, en Nightmare Scenario. Het daaropvolgende en meest recente studioalbum (getiteld The Night Before the Day the Earth Stood Still) werd uitgegeven door het label Gearhead Records.

## Discografie
Studioalbums
- !!Destroy-Oh-Boy!! (1993)
- Information Highway Revisited (1994)
- Scared Straight (1996)
- At Rope's End (1998)
- Nightmare Scenario (2000)
- The Night Before the Day the Earth Stood Still (2002)

Verzamelalbums
- Pissing Out The Poison (Singles & Other Swill '90-'94) (1995)
- The Big Combo (2001)
- Switchblade Tongues & Butterknife Brains (2003)